# Henry Paget, 1.º Marquês de Anglesey
Henry William Paget, 1.º Marquês de Anglesey, KG, GCB, GCH, PC (Londres, 17 de maio de 1768 — Londres, 29 de abril de 1854), denominado Lorde Paget entre 1784 e 1812 e conhecido por O Conde de Uxbridge entre 1812 e 1815, foi um líder militar e político britânico, principalmente lembrado por ter comandado o ataque da cavalaria pesada contra a coluna de d'Erlon durante a Batalha de Waterloo. Serviu também duas vezes como Master-General of the Ordnance e duas vezes como Lorde tenente da Irlanda.

## Infância e educação
Nascido em Londres, como Henry Bayly (seu pai assumiu o nome Paget em 1770), era o filho mais velho de Henry Paget, 1.º Conde de Uxbridge, e de sua esposa Jane, filha do Reverendíssimo Arthur Champagné, Deão de Clonmacnoise, na Irlanda. O capitão William Paget, Sir Arthur Paget, o general Sir Edward Paget, o vice-almirante Sir Charles Paget e Berkeley Paget eram seus irmãos mais novos. Foi educado em Westminster School e Christ Church, Oxford.

## Membro do Parlamento
Paget entrou para o parlamento na eleição geral de 1790 como deputado por Carnarvon, um posto que ocupou até a eleição geral de 1796 quando seu irmão Edward foi eleito por unanimidade em seu lugar. Representou então Milborne Port de 1796 até que renunciou à sua cadeira em 1804, por ter sido nomeado para ocupar o cargo de Steward of the Chiltern Hundreds, e novamente de 1806 até janeiro de 1810, quando novamente ocupou o cargo na Chiltern Hundreds.

## Carreira militar
Com a eclosão das Guerras revolucionárias francesas, Paget formou o regimento de voluntários de Staffordshire e recebeu o posto hierárquico temporário de tenente-coronel em 1793. O 80.º Regimento de Infantaria participou da campanha de Flandres de 1794 sob o comando de Paget. Em 1795 foi designado tenente-coronel do 16.º Regimento de Cavalaria; naquele mesmo ano, casou-se com a filha de George Villiers, 4.º Conde de Jersey. Em 1796 foi promovido a coronel, e em 1801, havia se tornado coronel do 7.º Regimento de Cavalaria. Em 1802 foi promovido a major-general, e seis anos mais tarde, tenente-general. Comandou a cavalaria para o exército de Sir John Moore durante a campanha da Corunha de 1809, onde os seus soldados fizeram a excelente defesa da retaguarda das tropas durante a longa retirada. A cavalaria britânica demonstrou uma clara superioridade sobre a francesa na Batalha de Sahagún e derrotaram os Chasseurs a Cheval da Guarda Imperial em Benavente.
Este foi o seu último serviço na Guerra Peninsular, porque a sua ligação com Lady Charlotte, a esposa de Henry Wellesley, depois Lorde Cowley, tornou impossível para ele continuar a servir com Wellington, irmão de Wellesley. Seu único serviço de guerra de 1809 a 1815 foi na desastrosa expedição Walcheren (1809), na qual comandou uma divisão

## Waterloo
Em 1815, foi nomeado comandante de cavalaria na Bélgica, sob o olhar ainda ressentido de Wellington. Na véspera da Batalha de Waterloo, Paget teve seu comando aumentado por Wellington, de modo a incluir toda a cavalaria e artilharia a cavalo aliada. Habilmente protegeu  a retirada dos anglo-aliados de Quatre Bras até Waterloo em 17 de junho, e em 18 de junho comandou o espetacular ataque de cavalaria do centro britânico, que deteve e, em parte, derrotou o corps d'armée D'Erlon.
Um dos últimos disparos de canhão daquele dia atingiu Paget na perna direita, sendo necessária sua amputação, e teve um membro artificial articulado adaptado por James Potts.

## Honras

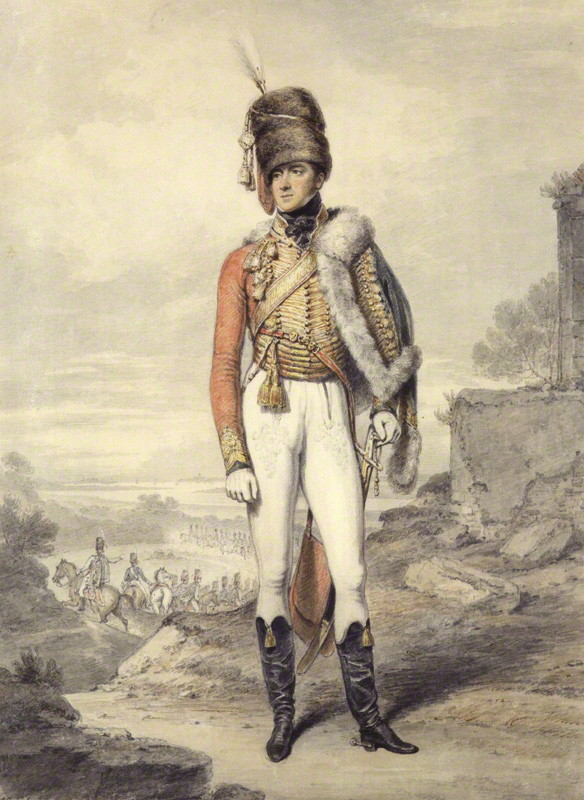
O Marquês de Anglesey, por Henry Edridge.

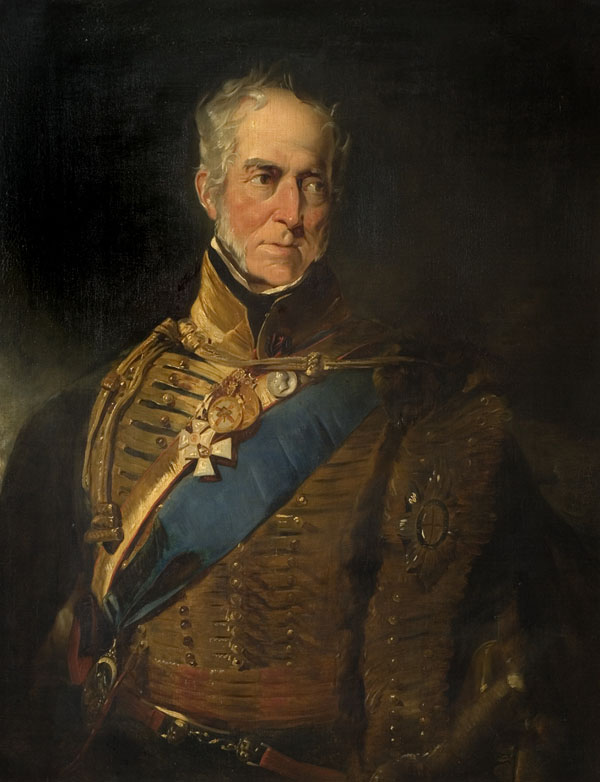
O Marquês de Anglesey.

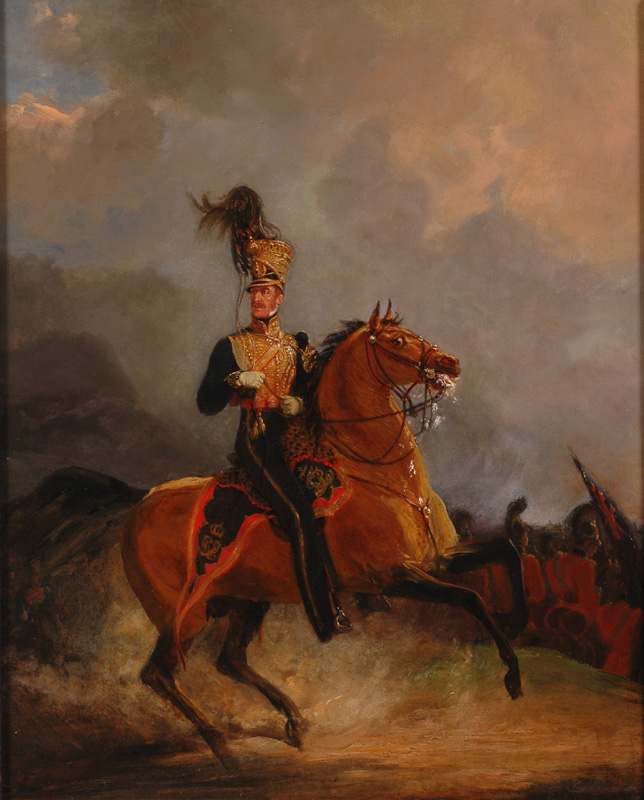
Lorde Anglesey em Waterloo, por Jan Willem Pieneman.

Paget foi nomeado Cavaleiro da Grande Cruz da Ordem do Banho em janeiro de 1815, e em 4 de julho de 1815, pouco mais de duas semanas depois de Waterloo, o Príncipe Regente deu-lhe o título de Marquês de Anglesey. Foi também nomeado Cavaleiro da Ordem de São Jorge da Rússia e Cavaleiro da Ordem de Maria Teresa da Áustria no mesmo ano. Em 1816 foi nomeado Cavaleiro da Grande Cruz da Real Ordem Guélfica e em 1818 foi feito Cavaleiro da Ordem da Jarreteira. Um monumento de 27 metros de altura por seu heroísmo (desenhado por Thomas Harrison) foi erguido em Llanfair PG, em Anglesey, perto de sua casa de campo em Plas Newydd, em 1816.
Um monumento em separado para a perna amputada de Uxbridge foi erguido em Waterloo, mas os ossos foram mais tarde desenterrados e colocados em exposição.

## Final da carreira
Em 1819 Anglesey se tornou general pleno, e na coroação de Jorge IV, atuou como Lord High Steward da Inglaterra. Seu apoio dado ao processo contra a Rainha Carolina, alegando sua infidelidade, fez dele, por um tempo, uma figura impopular, e quando estava em certa ocasião, cercado por uma multidão, que o obrigou a gritar "A Rainha!", acrescentou o desejo: "Que todas suas esposas sejam como ela". Em abril de 1827, se tornou membro da administração Canning, tendo o cargo de Master-General of the Ordnance e se tornou membro do Conselho Privado. Sob a administração de Wellington, aceitou a nomeação de Lorde tenente da Irlanda (Março de 1828).
Em dezembro de 1828, enviou uma carta para o primaz da Igreja Católica Romana da Irlanda afirmando sua crença na necessidade de emancipação dos católicos, que resultou na sua chamada de volta à Inglaterra pelo governo; na formação da administração do Conde Grey, em novembro de 1830, novamente foi nomeado Lorde tenente da Irlanda. Em julho de 1833, o ministro se demitiu por causa da questão irlandesa, passou treze anos afastado da atividade política, e depois, participou da administração do Lorde John Russell, em julho de 1846, como master-general of the ordnance, se afastando definitivamente da política em março de 1852 com a patente de marechal de campo e coronel da Royal Horse Guards. Ocupou também os cargos honoríficos de Lorde tenente de Anglesey entre 1812 e 1854 e Lorde tenente de Staffordshire entre 1849 e 1854.

## Morte e funeral
Lord Anglesey morreu em 29 de abril de 1854, e foi sepultado na Catedral de Lichfield, onde um monumento foi erguido em sua homenagem.

## Casamentos e filhos
Lorde Anglesey casou pela primeira vez em 5 de julho de 1795 em Londres com Lady Caroline Elizabeth Villiers (16 de dezembro de 1774 - 16 de junho de 1835), filha de George Villiers, 4.º Conde de Jersey e de Frances Villiers, Condessa de Jersey. Tiveram oito filhos:
- Caroline Paget (6 de junho de 1796-12 de março de 1874). Casou com Charles Gordon-Lennox, 5.º Duque de Richmond.
- Henry Paget, 2.º Marquês de Anglesey (6 de julho de 1797- 7 de fevereiro de 1869). Casou com Eleanora Campbell, neta de John Campbell, 5º Duque de Argyll.
- Jane Paget (13 de outubro de 1798-28 de janeiro de 1876). Casou com Francis Conyngham, 2.º Marquês Conyngham.
- Georgina Paget (29 de agosto de 1800- 9 de novembro de 1875). Casou com Edward Crofton, 2.º Barão Crofton.
- Augusta Paget (26 de janeiro de 1802- 6 de junho de 1872). Casou com Arthur Chichester, 1.º Barão Templemore.
- Capitão Lorde William Paget RN (1 de março de 1803-17 de maio de 1873). Casou com Frances de Rottenburg, filha de Francis de Rottenburg.
- Agnes Paget (11 de fevereiro de 1804- 9 de outubro de 1845). Casou com George Byng, 2.º Conde de Strafford. Foram os pais de George Byng, 3.º Conde de Strafford, Henry Byng, 4º Conde de Strafford e Francis Byng, 5.º Conde de Strafford.
- Arthur Paget (31 de janeiro de 1805-28 de dezembro de 1825).

Paget começou entretanto um caso extra-conjugal com a Dona Charlotte Wellesley, mulher de Henry Wellesley, nascida em 12 de julho de 1781, filha do Conde (Earl) Charles Cadogan e de Mary Churchill, neta de Lady Maria Walpole, filha ilegítima de Robert Walpole e Maria Skerret.
Em 1809, retornado da Guerra Peninsular, ambos Henry e Charlotte abandonaram seus cônjugues para viverem juntos. Em março desse ano, o irmão de Charlotte, Henry desafiou Paget para um duelo, que decorreria dia 30 de maio. Ambos os homens descarregaram as suas pistolas sem ferir o oponente.
Em 1810, se divorciou e, em seguida se casou com Lady Charlotte Wellesley (então nomeada Charlotte Cadogan), que tinha quase que no mesmo tempo se divorciado de seu marido, a 29 de novembro de 1810. Tiveram dez filhos, dos quais seis sobreviveram à infância:
- Emily Paget (4 de março de 1810 - 6 de março de 1893). Casou com John Townshend, 1.º Conde Sydney.
- Lorde Clarence Paget (17 de junho de 1811 - 22 de março de 1895). Casou com Martha Stuart, a filha mais jovem do almirante Sir Robert Otway.
- Mary Paget (16 de junho de 1812 - 20 de fevereiro de 1859). Casou com John Montagu, 7.º Conde de Sandwich. Foram os pais de Edward Montagu, 8º Conde de Sandwich.
- Lorde Alfred Paget (29 de junho de 1816 - 24 de agosto de 1888).
- Lorde George Paget (16 de março de 1818 - 30 de junho de 1880). Um general de brigada do Exército Britânico.
- Adelaide Paget (janeiro de 1820 - 21 de agosto de 1890). Casou com Frederick William Cadogan, filho de George Cadogan, 3.º Conde Cadogan e de sua esposa Honoria Louisa Blake.
- Albert Paget (dezembro de 1821-abril de 1822)
- Albert Paget (29 de maio de 1823-morreu criança)
- Eleanor Paget (21 de maio de 1825-morreu criança)

Lady Anglesey morreu em 8 de julho de 1853, aos 71 anos de idade. Lorde Anglesey sobreviveu-lhe por pelo menos mais um ano e morreu em 29 de abril de 1854, aos 85 anos. Foi sucedido por seu filho mais velho do primeiro casamento, Henry.